# Lager Liplje
Koordinaten: 44° 23′ 8″ N, 19° 6′ 14″ O
Das  Lager Liplje war ein während des Bosnienkrieges betriebenes Internierungslager in Liplje, Zvornik. Es diente vom 25. Mai 1992 bis zum 2. Juni 1992 den Streitkräfte Serbiens dazu vor allem Bosniaken zu internieren.
Es war das einzige Lager mit bosniakischen Gefangenen, das während des Krieges befreit wurde.

## Geschichte
Zu Beginn des Bosnienkrieges überrannten bewaffnete serbische Bauern aus dem nahe gelegenen Dorf Snagovo am 1. Mai 1992 Liplje und richteten am 25. Mai das Lager ein, um die Bosnischen Bewohner zu inhaftieren. Zwischen 420 und 460 Menschen wurden von den serbischen Wachen eingesperrt; Männer, Frauen und Kinder wurden wiederholt geschlagen, vergewaltigt und getötet.
Insgesamt 27 Gefangene kamen ums Leben. Flüchtlinge organisierten Widerstandsgruppen in den Städten Cerska und Kamenica. In der Nacht vom 1. auf den 2. Juni 1992 befreiten etwa 300 mit 27 Gewehren bewaffnete Bosniaken nach nur einer Woche in Betrieb das Lager Liplje. Es war das einzige Lager mit bosniakischen Gefangenen, das während des gesamten Krieges von 1992 bis 1995 befreit wurde. Keiner der Lagerwächter wurde strafrechtlich verfolgt.